# Коста Цонев
Коста Димитров Цонев е български кино и театрален актьор.

## Биография
Коста Цонев е роден в София на 10 юни 1929 г., както е записано във всички документи, пише в биографичната му справка, разпространена от БТА. Майка му е гъркиня от Димотика. Работи от 14-годишна възраст, когато баща му умира. По-късно го пресъздава художествено в мюзикъла „Баща ми бояджията“ по сценарий на брат му – писателя сатирик Васил Цонев.

### Театър
През 1952 г. завършва Държавното висше театрално училище (дн. НАТФИЗ „Кръстьо Сарафов“) специалност актьорско майсторство в класа на Стефан Сърчаджиев. Изключително влияние му оказват и големите майстори на театъра Кръстьо Сарафов, Константин Кисимов, Георги Стаматов, Марта Попова.
През 1952 г. дебютира в ролята на Антон („Младостта на бащите“ – Б. Л. Горбатов) в Народния театър за младежта (дн. Младежки театър „Николай Бинев“), където работи в продължение на 14 години.
От 1966 до 2001 г. играе на сцената на Театър „София“.
Едновременно участва и на естрадния подиум, пее, танцува, пробва всички варианти на актьорската игра. През 1968 година участва в телевизионната постановка – мюзикъл „Дон Кихот или Човекът от Ла Манча“ изиграва блестящо ролята на Дон Кихот – образ, който го съпътства цял живот.
В театъра изиграва образи като Дон Жуан в „Каменния гост“ от Пушкин, Меки Ножа в „Опера за три гроша“, Крал Ричард III в „Както ви хареса“ от Шекспир, Чорбаджи Петко в „Първите“ и Рене Галимар в „Мадам Бътерфлай“.
Ролите му в телевизионни постановки са: „Дон Кихот или Човекът от Ламанча“, „Историята на един кон“, „Делото Опенхаймер“ и много други.
През 2007 г. актьорът отново изигра своята емблематична роля – тази на Дон Кихот, в Народния театър в гостуващия мюзикъл „Дон Кихот – човекът от Ла Манча“ под режисурата на Димитър Шарков.

### Филмова кариера
Изпълнил е общо над 70 роли в киното. Ролята на разузнавача Емил Боев в няколко филма по сценарии на Богомил Райнов му носи огромна популярност: „Господин Никой“ (1969), „Няма нищо по-хубаво от лошото време“ (1971), „Голямата скука“ (1973), „Реквием за една мръсница“ (1976), „Умирай само в краен случай“ (1978), „Тайфуни с нежни имена“ (1979).
Той дебютира в киното още като студент през 1951 г. в малката роля на немски офицер във филма „Тревога", а след това изпълнява все централни роли в „Командирът на отряда“ (1959), „В тиха вечер“ (1960), „Бедната улица“ (1960), „Бъди щастлива, Ани“ (1961), „Баща ми бояджията“ (първият български филм мюзикъл), „Басейнът“ и мн. др.
В „Сватбите на Йоан Асен“ се снима в две роли, тъй като му се налага да замести починалия по време на снимките Апостол Карамитев в ролята на Йоан Асен, както и ролята на царския брат Александър.
Участвал е и в почти всички телевизионни сериали през миналия век: „На всеки километър“, „Демонът на империята“, „Изгори, за да светиш“, „По дирята на безследно изчезналите“, „Дом за нашите деца“, „Бащи и деца“, „Неизчезващите“ и др.
Последният филм с негово участие е „Шантав ден“ от 2004 г. на режисьора Силвия Пешева, в който си партнира с актрисата Весела Казакова.
Член на СБФД

### Награди
През 1976 г. е удостоен със званието Народен артист. Лауреат е на Димитровска награда (1980). Носител е на орден „Стара планина“ първа степен (1999). През февруари 2000 г. е удостоен с наградата на Съюза на българските филмови дейци за цялостен принос към българското филмово изкуство. Носител на наградата „Аскеер“ през май 2011 г. за цялостно творчество.

### Политическа кариера
През 2001 г. започва политическата му кариера по покана на Симеон Сакскобургготски. Влиза в политиката като депутат от НДСВ в XXXIX народно събрание. През 2005 г. отново е избран за депутат от същата политическа партия XL народно събрание. В рамките на мандата си той спомага за изграждането и реконструкцията на сградата на Младежкия театър. Допринася за създаването на Български Културен център в Париж, заедно с тогавашния посланик на България в Париж Марин Райков. Активно работи за създаването на годишна награда, връчвана на 24 май на дейци на културата – „За постигнати високи творчески резултати, или принос в развитието и популяризирането на Културата“. По късно, през 2010 година, тя се преименува в „Златен век“.

### Книги
През 2001 г. Коста Цонев издаде мемоарната си книга „Дон Кихот от Красно село“, а през 2007 г. – книгата изповед „Моите жени, моите роли“.

### Семейство
Първа съпруга – Анахид Тачева. Имат две деца – Димитър и Теодора.
Втората му съпруга е Елена Цонева, с която живее 26 години, до последния си дъх.
Коста Цонев е брат на известния сатирик Васил Цонев. Има и още един брат – архитекта Иван Цонев (1921 – 1998), емигрант в Австралия.
„Коста Цонев е цяла епоха“, каза министър Вежди Рашидов, когато връчи отличието „Златен век“ (2011) на съпругата му Ели Цонева.
Умира на 25 януари 2012 година в София. Погребан е в Централните софийски гробища.

## Отличия
- Заслужил артист (1969).
- Народен артист (1976).
- Орден орден „Стара планина“ (1999).[3]
- Награда на СБФД „за актьорско майсторство“ за филмите „Година от понеделници“ и „Басейнът“ (1977).
- Диплом „за мъжка роля“ за (бизнесмена Гарет) в „Парижка драма“ (Киев, СССР).
- Димитровска награда.

## Театрални роли
- Жак („Както ви се харесва“ от Уилям Шекспир)
- Дон Жуан („Каменният гост“ от Пушкин)
- Крал Ричард („Ричард III“ от Уилям Шекспир)
- Дон Кихот („Човекът от Ла Манча“)
- чорбаджи Петко („Първите“)
- Георги Димитров („Червено и кафяво“ от Иван Радоев)
- конят („Историята на един кон“)
- Мекли ножа („Опера за три гроша“ от Бертолд Брехт)
- („Майстори“)
- („Старчето и стрелата“)
- „Паганини на тромпет“ (1969) (Никола Русев)

## Телевизионен театър
- В неделя Господ си почива… (1990) (Стефан Цанев), 2 части
- „Краят на света“ (1989) (Артър Копит)
- „Представянето на комедията „Г-н Мортагон“ от Иван Вазов и Константин Величков в пловдивския театър „Люксембург“ в 1883 г.“ (1988) (Пелин Пелинов), 2 части – Алеко Богориди
- „Делото „Опенхаймер““ (1987) (Хайнер Кипхарт), 2 части
- „Чудото на свети Антоний“ (1987) (Морис Метерлинк) – Св. Антоний
- „Розата и венецът“ (1986) (Джон Пристли)
- „Процесът Стамболийски“ (1985) (Пелин Пелинов), 2 части
- „Чаша вода“ (1985) (Йожен Скриб)
- „Историята на един кон (Холстомер)“ (1985) (от Лев Толстой, реж. Вили Цанков) – коня
- „Бразилска мелодия“ (1984) (Богомил Райнов), 2 части
- „Сказание за хан Аспарух, княз Слав и жреца Терес“ (1982) (Антон Дончев), 6 части
- „Старчето и стрелата“ (1982) (от Никола Русев, реж. Орфей Цоков) – Безносия
- „Сочно филе за Фрекен Авсениус“ (1982) (Свен Огорд), 2 части
- „Хубави дъждове“ (1982) (Димитър Панделиев)
- „Събота 23-та“ (1977) (Стефан Цанев)
- „Две измерения на един ден“ (1977) (Атанас Коковски)
- „Хладилник с педали“ (1975) (Веркор и Чоронел)
- „Лисичета“ (1975) (Лилиян Хелман)
- „Севилският бръснар“ (1974) (от Пиер дьо Бомарше), мюзикъл – Дон Базил
- „Училище за сплетни“ (1974) (Ричард Шеридан)
- „Скъперникът“ (1972) (Молиер)
- „Дипломат“ (1971) (Самуел Альошин)
- „Джени – жена по природа“ (1969) (Ърскин Колдуел)
- „Човекът от Ла Манча“ (1968) (Мигел де Сервантес) – Дон Кихот
- „Светът е малък“ (1968) (Иван Радоев)
- „Кучешка огърлица“ (1968)

## Озвучаване
| Година | Филми                               | Роля                                                           |
| ------ | ----------------------------------- | -------------------------------------------------------------- |
| 1993   | Жребият                             | озвучава Атанас Атанасов в ролята на Борис Скарлатов като млад |
| 1988   | Време разделно                      | озвучава Стойко Пеев в ролята на Горан                         |
| 1979   | Бариерата                           | озвучава Инокентий Смоктуновски в ролята на Антони Манев       |
| 1975   | Осъдени души                        | озвучава Ян Енглерт в ролята на отец Рикардо Ередия            |
| 1973   | Най-добрият човек, когото познавам! | озвучава Владимир Смирнов в ролята на Михаил                   |
| 1969   | Иконостасът                         | озвучава Димитър Ташев в ролята на Рафе Клинче                 |

## Филмография
| Година      | Филми и Сериали                                                             | Серии  | Копродукции                  | Роля |
| ----------- | --------------------------------------------------------------------------- | ------ | ---------------------------- | --- |
| 2007        | Размени („Trade Routes“)                                                    |        | САЩ/България                 | Александър Георгиев |
| 2004        | Шантав ден                                                                  |        |                              | дядото |
| 1997        | Рекет („Il Racket“) Гражданинът въстава (алтернативно заглавие) (тв сериал) | 6      | Италия                       | |
| 1993        | Жребият (тв сериал)                                                         | 7      |                              | Скарлатов-баща/Борис Скарлатов |
| 1992        | Кръговрат (тв)                                                              |        |                              | Иван Димовски, бивш партизанин и приятел на Стоян, понастоящем началник на селската поща                                          |
| 1993        | Жребият                                                                     | 2      |                              | Скарлатов-баща/Борис Скарлатов |
| 1992        | Куче на пътя („Un chien sur la route“)                                      |        | Швейцария/Югославия/Германия | Симеон Бойович |
| 1991        | Удавникът                                                                   |        |                              | главния редактор |
| 1990        | Индиански игри                                                              |        |                              | Ангел |
| 1990        | Немирната птица любов                                                       |        |                              | свидетелят |
| 1990        | Бащи и синове (тв сериал)                                                   | 5      |                              | Христо Алданов |
| 1990        | Племенникът чужденец                                                        |        |                              | непознатият |
| 1989        | Три срещи със загадъчното (тв сериал)                                       | 3      |                              | лаборантът Алексиев |
| 1989        | Разводи, разводи...                                                         | 6 нов. |                              | Цецо Петров, съпругът на Мария (в III новела: „Свидетелят“)                                                                       |
| ?           | Рождество Христово                                                          |        |                              | |
| 1988        | Сляпа събота                                                                |        |                              | Коста Цонев |
| 1988        | Неизчезващите (тв сериал)                                                   | 5      |                              | Христо Алданов |
| 1988        | Чичо кръстник                                                               |        |                              | бащата |
| 1988        | Вчера                                                                       |        |                              | бащата на Вера |
| 1987        | Време за път (тв сериал)                                                    | 5      |                              | инженер Христо Алданов |
| 1987        | Дом за нашите деца (тв сериал)                                              | 5      |                              | Христо Алданов |
| 1987        | Похищение („Porwanie“)                                                      |        | Полша/България               | капитан Николов, бащата на Пламена                                                                                                |
| 1987        | Небе за всички                                                              |        |                              | генералният директор на авиокомпанията                                                                                            |
| 1987        | Мечтатели                                                                   |        |                              | Георги Живков |
| 1986        | Ешелоните                                                                   |        |                              | Димитър Пешев |
| 1985        | В навечерието („Накануне“) (тв сериал)                                      | 2      | СССР/България                | Рендич |
| 1985        | Последният езичник                                                          |        |                              | Климент Охридски |
| 1985        | История с куче без куче (тв)                                                |        |                              | актьорът |
| 1985        | По следите на капитан Грант („В поисках капитана Гранта“) (тв сериал)       | 7      | СССР/България                | Етцел, издателят на Жул Верн |
| ?           | Може би утре, може би никога                                                | 2      |                              | Хейзуз Чийс |
| 1985        | Горски хора                                                                 |        |                              | ханджията Жельо Гърбуна |
| 1985        | Тази хубава зряла възраст                                                   |        |                              | Румен Илиев |
| 1985        | Борис I                                                                     | 2      |                              | Климент Охридски |
| 1984        | Последната възможност (тв)                                                  |        |                              | Коста, народния артист/Дон Кихот                                                                                                  |
| 1984        | В името на народа (тв сериал)                                               | 8      |                              | Антов |
| 1984        | Спасението                                                                  |        |                              | Никола Бакърджиев |
| 1983        | Голямата игра („Большая игра“) (тв сериал)                                  | 6      | СССР/България                | Едуърдз, сенатор на САЩ |
| 1983        | Парижка драма („Парижская драма“)                                           |        | СССР                         | Франк Гарет |
| 1983        | Семейство Карастоянови („Карастояновы“) (тв сериал)                         | 4      | СССР/България                | |
| 1983        | Фалшификаторът от „Черния кос“ (тв сериал)                                  | 3      |                              | Иван Бонев – Лорда, печатар (в 3 серии: I, II, III)                                                                               |
| 1982        | Царска пиеса                                                                |        |                              | Александър Цанев/първият съветник на царя                                                                                         |
| 1982        | Почти ревизия (тв сериал)                                                   | 4      |                              | инженер Вакрилов |
| 1981        | Кристали                                                                    |        |                              | академик Седеф Абаджиев, бивш директор на химическия институт                                                                     |
| 1981        | Изповед                                                                     |        |                              | |
| 1981        | Ударът                                                                      |        |                              | Принц Кирил |
| 1981        | Милост за живите                                                            |        |                              | професор Андрей Хайдутов |
| 1979        | Сами сред вълци (тв сериал)                                                 | 5      |                              | генерал Константин Лукаш, началник-щаб на армията (в 3 серии: I, III, V)                                                          |
| 1979        | Тайфуни с нежни имена (тв сериал)                                           | 3      |                              | разузнавачът Емил Боев/Пиер Лоран, счетоводител                                                                                   |
| 1978        | По дирята на безследно изчезналите (тв сериал)                              | 4      |                              | генерал Русев |
| 1978        | Умирай само в краен случай (тв сериал)                                      | 2      |                              | разузнавачът Емил Боев |
| 1978        | Юлия Вревска („Юлия Вревская“)                                              | 2      | България/СССР                | старият въстаник |
| 1978        | Адиос, мучачос                                                              |        |                              | Васил |
| 1977        | Басейнът                                                                    |        |                              | Апостол |
| 1977        | Година от понеделници                                                       |        |                              | Антон Стаменов |
| 1976        | Допълнение към Закона за защита на държавата                                |        |                              | Йосиф Хербст |
| 1976        | Реквием за една мръсница (тв сериал)                                        | 2      |                              | разузнавачът Емил Боев (в „Синята безпределност“ и „Реквием за една мръсница“)                                                    |
| 1976        | Изгори, за да светиш (тв сериал)                                            | 7      | България/Италия/СССР/ГДР     | Павел |
| 1976        | Над Сантяго вали („Il pleut sur Santiago“)                                  |        | България/Франция             | президента Едуардо Фрей Монталва                                                                                                  |
| 1975        | Буна                                                                        |        |                              | Ричард |
| 1975        | Магистрала                                                                  |        |                              | главният инженер |
| 1975        | Сватбите на Йоан Асен                                                       | 2      |                              | севастократор Александър, вторият син на цар Иван Асен I и царица Елена, брат на Йоан Асен II и чичо на Белослава / цар Йоан Асен |
| 1974        | Бразилска мелодия (тв сериал)                                               | 2      |                              | следователя Антонов, наречен „Инкасаторът“                                                                                        |
| 1974        | Баща ми бояджията (тв)                                                      |        |                              | бащата Андреев, учител по история                                                                                                 |
| 1973        | Голямата скука                                                              |        |                              | Сеймур, Уилямс |
| 1972        | Голямата победа (тв)                                                        |        |                              | Иван Бонев, големият брат, рали-състезател                                                                                        |
| 1972        | Глутницата                                                                  |        |                              | Калинов |
| 1971        | Няма нищо по-хубаво от лошото време                                         |        |                              | Еванс |
| 1971        | Необходимият грешник                                                        |        |                              | адвокатът Иван Асенов |
| 1971        | Демонът на империята (тв сериал)                                            | 10     |                              | отец Матей Преображенски |
| 1971        | Гневно пътуване                                                             |        |                              | професор Вълев |
| 1970        | Откраднатият влак („Украденный поезд“)                                      |        | СССР/България                | (участва в песента: „Пройдут эшелоны временни“)                                                                                   |
| 1970        | Весела антология                                                            | 2 нов. |                              | пастирът (в I: „Изповед“) |
| 1970        | Изповед                                                                     |        |                              | пастирът |
| 1969 – 1971 | На всеки километър (тв сериал)                                              | 26     |                              | полковник Джон Т. Пърси (във II серия: „Двете китари“ – 1969; XVI с.)                                                             |
| 1969        | Господин Никой                                                              |        |                              | Емил Боев |
| 1969        | Един снимачен ден (тв)                                                      |        |                              | (глас зад кадър) |
| 1969        | Свобода или смърт                                                           |        |                              | Перо македонеца, подвойвода |
| 1967 – 1974 | Произшествие на сляпата улица (тв сериал)                                   | 6      |                              | (в V-та серия: „Прилепите летят нощем“)                                                                                           |
| 1967        | Привързаният балон                                                          |        |                              | (гласът на балона) |
| 1965        | Грамофон и маслини за моите приятели (тв)                                   |        |                              | милиционерът Зафир |
| 1963        | Смърт няма                                                                  |        |                              | Младенов |
| 1962        | Златният зъб                                                                |        |                              | капитан Луков |
| 1961        | Нощта срещу 13-и                                                            |        |                              | майор Андрей Панов |
| 1961        | Бъди щастлива, Ани!                                                         |        | България/СССР                | Боян |
| 1960        | Бедната улица                                                               |        |                              | Петър |
| 1960        | В тиха вечер                                                                |        |                              | капитан Дичевски |
| 1959        | Командирът на отряда                                                        |        |                              | Даньо, командирът на партизанския отряд                                                                                           |
| 1958        | Любимец №13                                                                 |        |                              | шофьор на тролей |
| 1958        | Сиромашка радост                                                            |        |                              | Лазар „Дъбака“ |
| 1956        | Димитровградци                                                              |        |                              | |
| 1956        | Утро над родината                                                           |        |                              | |
| 1950        | Тревога                                                                     |        |                              | немски офицер (не е посочен в надписите на филма)                                                                                 |

Филми за него:
- „Кой е този Коста Цонев?“ (2009) – документален
- „Апостол Карамитев“ (2009) – документален
- БНТ представя: „На Коста с обич" (2024) – документален[1]